# Dicliptera mucronifolia
Dicliptera mucronifolia är en akantusväxtart som beskrevs av Christian Gottfried Daniel Nees von Esenbeck. Dicliptera mucronifolia ingår i släktet Dicliptera och familjen akantusväxter. Inga underarter finns listade i Catalogue of Life.